# Atractiellales
Atractiellales is een orde van schimmels, dat bestaat 4 families, 10 geslachten en 58 soorten. Ze leven saprobisch en zijn de enige orde van de klasse Atractiellomycetes.

## Kenmerken
De leden van de Atractiellales worden gekenmerkt door de aanwezigheid van speciale organellen, de symplechosomen: een Symplechosoom bestaat uit stapels van cisternen van het endoplasmatisch reticulum die met elkaar zijn verbonden door hexagonale filamenten. Volgroeide Symplechosomen zijn meestal aan beide zijden verbonden met mitochondriën via dezelfde filamenten. De functie van de symplechosomen is niet bekend.
Bij een deel van de Atractiellales zijn de septale poriën geassocieerd met microbodies, bij anderen met Atractosomen: deze ontstaan uit cisternen van het endoplasmatisch reticulum die naar binnen buigen aan de rand en zo een bolvormig compartiment vormen.
De vertegenwoordigers leven als saprobioten. Ze vormen hyfen, geen gisten. Uit de ontkiemende basidiospore groeit een saprobiotische, haploïde hyfe. Ze vormen haploïde conidiën. De vruchtlichamen zijn zeer divers: er zijn stilboïde (gesteeld met kopjes), resupinate (vlak op het oppervlak liggend met omhoog gerichte basidiën) en pycnidiumvormige vruchtlichamen. Helicogloea en Saccoblastia schieten de sporen uit (ballistosporen), de anderen niet. Binnen de orde zijn er ook enkele aseksuele geslachten (anamorfen).

## Taxonomie
Atractielalles bestaat uit:
- Atractogloeaceae
  - Atractogloea

- Mycogelidiaceae
  - Mycogelidium

- Phleogenaceae: Septalporen met Atractosomen
  - Atractiella
  - Helicogloea (deels)
  - Phleogena

- Saccoblastiaceae: Septalporen met Microbodys
  - Helicogloea (deels)
  - Infundibura (Anamorfen)
  - Saccoblastia s. str.

- Nog niet in een familie ingedeeld:
  - Hobsonia (Anamorfen)
  - Leucogloea (Anamorfen)